# Електрогідравлічна обробка свердловин
Електрогідравлічна обробка свердловин (скорочено — ЕГОС) є фізичним методом впливу на привибійну зону пласта, який базується на використанні короткотривалого електричного імпульсу високої напруги, що генерується у рідкому середовищі свердловини. Цей імпульс створює електричний розряд між двома електродами, в результаті чого утворюється плазмова каверна, яка миттєво розширюється, викликаючи потужну ударну хвилю. Ця хвиля поширюється в породу, руйнуючи кольматаційні відкладення, збільшуючи мікротріщинуватість та покращуючи фільтраційні властивості пласта.

## Загальний опис
На відміну від електричної обробки, де домінує тепловий і електрохімічний ефект, в ЕГОС основну роль відіграє механічна дія ударної хвилі, яка проникає глибше в породу і має високу руйнівну здатність. Метод є особливо ефективним для очищення привибійної зони від щільних кольматаційних відкладень (глини, АСПВ), а також для відкриття нових шляхів руху рідини шляхом утворення та розширення тріщин.
Процес реалізується за допомогою спеціального свердловинного снаряда, до складу якого входять накопичувачі енергії (конденсатори), розрядна камера з електродами, системи захисту та запуску. Цей снаряд опускається на задану глибину в свердловину, яка заздалегідь заповнюється рідиною, зазвичай водою з низькою електропровідністю або спеціально підготовленим електролітом. Після подачі енергії з наземного генератора між електродами утворюється потужний розряд. Енергія розряду миттєво перетворюється на кінетичну — створюється ударна хвиля, яка рухається від місця розряду в усіх напрямках.
Ударна хвиля має дуже коротку тривалість (менше 0,3 мкс), але при цьому величезну інтенсивність. Тиск у центрі розряду може сягати десятків тисяч атмосфер, а швидкість поширення хвилі перевищує 1500 м/с. Такий вплив призводить до мікроруйнування порід у зоні дії, розширення наявних тріщин, зняття кольматаційних бар'єрів, поліпшення фільтраційної здатності. У результаті цього процесу відкриваються нові канали для руху флюїдів, зменшується опір фільтрації, зростає дебіт нафти або газу.
Метод ЕГОС дозволяє впливати на більший радіус, ніж електрична обробка — до 1,5–2,0 метрів від стінки свердловини, залежно від енергії розряду.
За правильного підбору параметрів (напруга, ємність, рідина, глибина), він здатний суттєво покращити характеристики привибійної зони. Однією з особливостей є відсутність потреби в перфорації або кислотній обробці — ударна хвиля діє сама по собі. Це робить ЕГУ ефективною заміною або доповненням до гідророзриву пласта (ГРП) у випадках, де ГРП є недоцільним або технічно складним.
Ще однією перевагою методу є його екологічна чистота: під час процедури не використовуються хімічні речовини, що виключає ризик забруднення підземних вод або негативного впливу на навколишнє середовище. Метод також не вимагає суттєвих змін у конструкції свердловини.
Технічні параметри електрогідравлічної обробки включають: — напруга імпульсу — 20–40 кВ; — ємність накопичувача — 1000–4000 мкФ; — тривалість розряду — 1–3 мкс; — енергія імпульсу — до 200 Дж; — глибина впливу — до 2 метрів.
Процес обробки триває зазвичай 1–3 години з серією з 10–50 розрядів, між якими робляться паузи для стабілізації тиску. Після завершення процедури свердловина продувається або прокачується для видалення залишків зруйнованих відкладень. Протягом кількох днів здійснюється моніторинг тиску, дебіту та інших показників для оцінки ефективності.
Варто відзначити, що ЕГОС особливо ефективна у важких геологічних умовах — при високій в'язкості нафти, низькій проникності порід, щільній цементації. Метод успішно застосовувався на території України, зокрема на Прикарпатті, а також у Росії, Казахстані, Канаді, США. У багатьох випадках він дозволив подвоїти або навіть потроїти дебіт нафти без потреби в дорогому бурінні або повторному перфоруванні.
До обмежень методу можна віднести необхідність використання спеціального високотехнологічного обладнання, обмеження по температурі та глибині (звичайно до 3000 м), а також складність забезпечення повної безпеки при високій енергії імпульсу.
Водночас метод розглядається як один із найперспективніших в майбутньому, особливо з урахуванням можливостей його поєднання з цифровим моделюванням та дистанційним керуванням.
Електрогідравлічна обробка нафтових свердловин — це ефективний, безпечний, високотехнологічний метод інтенсифікації видобутку, який дає змогу суттєво покращити продуктивність свердловин, особливо в умовах складної геології або виснажених пластів.

## Переваги
• Глибокий фізичний вплив на пласт. Генерацією імпульсної хвилі у рідкому середовищі досягається утворення мікротріщин, які значно покращують фільтраційні властивості породи та забезпечують нові шляхи для руху флюїдів.
• Ефективність у щільних та низькопроникних породах. Метод дозволяє обробляти важкодоступні ділянки пласта, що особливо актуально для родовищ з погіршеними колекторськими характеристиками.
• Відновлення дебіту старих свердловин. Успішне застосування методу спостерігається на родовищах, де традиційні способи інтенсифікації вже не дають результату.
• Можливість локального керованого впливу. Залежно від параметрів імпульсу можна точно контролювати зону дії, що знижує ризик небажаних змін у конструкції свердловини.

## Недоліки
• Потреба у спеціалізованому обладнанні. Метод вимагає наявності імпульсних генераторів, систем управління розрядом та високонадійних електродів, що підвищує загальні витрати на проведення робіт.
• Ризик пошкодження обсадних колон і цементного кільця. Надмірний імпульсний тиск або неправильне налаштування параметрів можуть призвести до технічних ускладнень, включаючи розгерметизацію свердловини.
• Вища вартість проведення робіт. У порівнянні з електричною обробкою, електрогідравлічна потребує більше ресурсів і зазвичай передбачає одноразову дію.
• Обмеження за глибиною застосування. У надглибоких свердловинах (понад 4000 м) ефективність передачі імпульсу знижується, що потребує адаптації технології.